# West Palm Beach, Florida
West Palm Beach, Florida là một thành phố quận lỵ quận Palm Beach trong bang Florida, Hoa Kỳ. Thành phố có tổng diện tích  km², trong đó diện tích đất là  km². Theo điều tra dân số Hoa Kỳ năm 2010, thành phố có dân số 99.919 người và là một trong những thành phố chính của vùng đô thị Nam Florida có dân số 5.564.635 người. Khu vực này được biết đến với tên gọi West Palm Beach-Boca Raton-Boynton Beach Metropolitan Division, bao gồm toàn bộ quận Palm Beach County..